# Koszmosz–26
A Koszmosz–26 (oroszul: Космос–26) szovjet DSZ-MG típusú tudományos kutatásokra szolgáló műhold volt, amelyet 1964. március 18-n indítottak Kapuasztyin Jar rakétalőtér Majak–2-es indítóállásából egy 63SZ1 típusú hordozórakétával. A műhold feladata a Föld mágneses terének mérése volt.

## Jellemzői
A műholdat a dnyipropetrovszki OKB–586 tervezőiroda fejlesztette ki. A Koszmosz–26 jelzéssel 1964-ben indított űreszköz volt a típus első példánya. Még ugyanabban az évben indították a második példányt is Koszmosz–49 jelzéssel. A két műhold által szolgáltatott mérési adatokkal járult hozzá a Szovjetunió a  International Quiet Solar Year keretében a Föld mágneses mezejének felmérési programjához (World Magnetic Survey). 
1964. március 18-án a Kapusztyin Jar rakétakísérleti lőtér Majak–2 indítóállásából egy Koszmosz–2I (63SZ1) típusú hordozórakétával juttatták alacsony Föld körüli pályára. A keringési ideje 91 perces, a pályasík hajlásszöge 49 fokos, az elliptikus pálya perigeuma 266 km, apogeuma 378 km volt.
A műhold tömege 365 kg. Energiaellátásuk napelemekkel, kémiai akkumulátorokkal történik, biztosítva a tartós szolgálatot.
Felépítését tekintve két félgömbbel lezárt hengeres test. A felső félgömbben helyezték el a tudományos készülékeket, külső felületén az érzékelőket. A hengeres részben a szolgálati egységeket (programvezérlő, adatrögzítő, telemetria). A hátsó félgömbben az energiaellátást biztosító kémiai akkumulátorok kaptak elhelyezést. Az egyenletes belső hőmérsékletet cirkuláló gáz (nitrogén) biztosította. A hőegyensúlyt sugárzáselnyelő anyaggal, illetve zsalus radiátorral biztosították. A fedélzetén elhelyezett két protonmagnetométer érzékelőit egymásra merőlegesen, a műhold testétől 3,5 méter távolságra helyezték el. A méréstartomány 0,5-2 T, a mérési pontosság 0,3-0,5 mT volt. A mérőadókat 32 másodpercenként kapcsolták be. A mért adatokat fedélzeti magnetofonon tárolták, elektromos jelek formájában küldték a Földre.
1964. szeptember 28-án 194 napos szolgálatot követően földi parancsra belépett a légkörbe és megsemmisült.